# Wydział Teologiczny Uniwersytetu im. Adama Mickiewicza w Poznaniu
Wydział Teologiczny Uniwersytetu im. Adama Mickiewicza w Poznaniu (WT UAM) – jeden z 20 wydziałów Uniwersytetu im. Adama Mickiewicza w Poznaniu, kształcący studentów w dwóch kierunkach:
- teologia,
- dialog i doradztwo społeczne[1].

W roku akademickim 2010/2011 na wydziale kształciło się 980 studentów, co dawało mu trzynaste miejsce wśród wydziałów uczelni.

## Historia
Pierwsze starania o powołanie wydziału teologicznego przy powstającym Uniwersytecie Poznańskim podejmowano w latach 1919–1922. W 1969 przy poznańskim seminarium duchownym, na mocy dekretu Kongregacji Nauczania Katolickiego, ustanowiona została samodzielna uczelnia kościelna – Akademickie Studium Teologiczne, z prawami do nadawania stopni naukowych (kościelnych) bakalaureatu i licencjatu teologii. Od 1971 uczelnia używała nazwy „Wydział Teologiczny” (łac. Facultas Theologica), w związku z zastosowaniem takiego określenia w jednym z pism ww. Kongregacji. W 1974 papież Paweł VI wydał dekret erekcyjny ustanawiający Papieski Wydział Teologiczny w Poznaniu, z prawem do nadawania stopni naukowych (kościelnych) bakalaureatu, licencjatu i doktoratu teologii. W 1989 uczelnia uzyskała państwowe uprawnienia uczelni państwowej, jednocześnie też państwo nostryfikowało stopnie kościelne przyznane przez uczelnię we wcześniejszym okresie. W 1998 wydział został zintegrowany z Uniwersytetem im. Adama Mickiewicza jako Wydział Teologiczny UAM. W obrębie uniwersytetu wydział zachował znaczną autonomię. Jako wydział teologiczny działający w uczelni państwowej w zakresie nauczania teologii katolickiej, nadzór nad nim zgodnie z ustawą o szkolnictwie wyższym. Funkcję reprezentującego Stolicę Apostolską Wielkiego Kanclerza, nadzorującego program nauczania teologii katolickiej oraz udzielającego osobom nauczającym misji kanonicznej, pełni arcybiskup poznański (obecnie abp Stanisław Gądecki).

## Władze
W kadencji 2024–2028:
| Stanowisko                                          | Imię i nazwisko                 |
| --------------------------------------------------- | ------------------------------- |
| Wielki Kanclerz                                     | ks. abp dr Stanisław Gądecki    |
| Dziekan                                             | ks. dr hab. Mieczysław Polak    |
| Prodziekan ds. nauki i kontaktów z otoczeniem       | ks. dr hab. Maciej Szczepaniak  |
| Prodziekan ds. rozwoju i współpracy międzynarodowej | ks. dr hab. Dariusz Kwiatkowski |
| Prodziekan ds. studenckich i kształcenia            | ks. dr Przemysław Zgórecki      |

## Poczet dziekanów

### Papieski Wydział Teologiczny
- 1974–1975: ks. Władysław Pawelczak
- 1975–1978: ks. Ludwik Wciórka
- 1978–1981: ks. Michał Peter
- 1981–1987: ks. Jan Kanty Pytel
- 1987–1990:
- 1990–1993: ks. Tadeusz Walachowicz
- 1993–1996: ks. Bogdan Częsz
- 1996–1998: ks. Tomasz Węcławski

### Wydział Teologiczny UAM
1. ks. Tomasz Węcławski (1998–2002)
2. ks. Paweł Bortkiewicz (2002–2008)
3. ks. Jan Szpet (2008–2016)
4. ks. Paweł Wygralak (2016–2024)
5. ks. Mieczysław Polak (od 2024)

## Struktura organizacyjna
Wydział Teologiczny UAM nie dzieli się na instytuty, lecz bezpośrednio na zakłady wyspecjalizowane w poszczególnych dziedzinach teologii katolickiej.
| Zakład                         | Kierownik                          |
| ------------------------------ | ---------------------------------- |
| Zakład Filozofii i Dialogu     | prof. dr hab. Krzysztof Stachewicz |
| Zakład Teologii Historycznej   | ks. prof. dr hab. Bogdan Czyżewski |
| Zakład Teologii Praktycznej    | ks. dr hab. Dariusz Kwiatkowski    |
| Zakład Teologii Systematycznej | ks. prof. dr hab. Jacek Hadryś     |

## Kierunki
Na Wydziale Teologicznym prowadzone są studia na dwóch kierunkach:
- Teologia – studia jednolite magisterskie prowadzone w trybie stacjonarnym (dziennym) i niestacjonarnym (zaocznym), na trzech specjalnościach:
  - kapłańska – studia 6-letnie, studenci są klerykami seminarium duchownego diecezjalnego i zakonnego. Przygotowywani są do działalności katechetyczno-pedagogicznej i służby w Kościele.
  - katechetyczno-pastoralna – studia 5-letnie, obejmują zakres kształcenia w dziedzinie filozofii i teologii, przygotowanie do pracy nauczycielskiej, praktyki katechetyczne i pedagogiczne.
  - dialog społeczny – studia 5-letnie, obejmują zakres wiedzy teologicznej, filozoficznej, historycznej i społecznej, przygotowują do pracy w różnych instytucjach. Specjalność ta funkcjonowała do 2013 roku[12].
- Dialog i doradztwo społeczne – studia pierwszego stopnia prowadzone w typie stacjonarnym. Studenci tego kierunku posiadają podstawową wiedzę z zakresu nauk teologicznych, metodologii, psychologii, filozofii i pedagogiki. Są uwrażliwieni na dialog człowieka z Bogiem, a także dialog międzyosobowy. Kierunek został powołany w roku 2013 i obejmuje dwie specjalności:
  - mediacja społeczna i aktywizacja potencjału ludzkiego,
  - nauki o rodzinie[13] - aktualnie specjalność nie funkcjonuje[14].

## Filie Wydziału Teologicznego UAM

### Sekcja w Bydgoszczy (Prymasowski Instytut Kultury Chrześcijańskiej im. Kardynała Stefana Wyszyńskiego)

#### Geneza
8 września 1982 prymas Polski Józef Glemp ustanowił Prymasowski Instytut Kultury Chrześcijańskiej im. Kardynała Stefana Wyszyńskiego w Archidiecezji Gnieźnieńskiej z siedzibami w Gnieźnie i Bydgoszczy jako trzyletnie studium filozoficzno-teologiczne z elementami kultury chrześcijańskiej. Pierwszą siedzibą części bydgoskiej zostały pomieszczenia parafii farnej przy ul. Grodzkiej 1. W roku akademickim 1984/85 słuchacze zdecydowali o przekształceniu studium w pięcioletnie studia magisterskie. Wówczas nowy dyrektor, ks. dr Lech Bilicki, podjął starania o włączenie PIKCH do Papieskiego Wydziału Teologicznego w Poznaniu i zapoczątkował niezbędne do tego przekształcenia. W 1988 instytut uzyskał status wyższej uczelni na prawach państwowych, osobowość prawną i pełnię praw akademickich. W 1990 instytut został afiliowany do Papieskiego Wydziału Teologicznego w Poznaniu (decyzją Kongregacji do Spraw Nauczania Katolickiego na 5 lat; w 1995 afiliację prolongowano o kolejne 6 lat). Wobec przyłączenia Papieskiego Wydziału Teologicznego do Uniwersytetu im. Adama Mickiewicza, od 1 grudnia 1998 instytut kontynuuje działalność w ramach Wydziału Teologicznego UAM jako jego sekcja zamiejscowa.

#### Współczesność
Sekcja WT UAM w Bydgoszczy jest filią wydziału. Studiują na niej zarówno klerycy Wyższego Seminarium Duchownego Diecezji Bydgoskiej, jak i studenci świeccy. Jednostka oferuje studia stacjonarne jednolite magisterskie na specjalności kapłańskiej oraz studia niestacjonarne jednolite magisterskie na specjalności katechetyczno-pastoralnej. Od 2007 zajęcia odbywają się w pomieszczeniach Wyższego Seminarium Duchownego Diecezji Bydgoskiej przy ul. Grodzkiej 22.

#### Władze
- Dyrektor: ks. dr hab. Mirosław Gogolik[15]

### Sekcja w Gnieźnie
Sekcja zamiejscowa WT UAM w Gnieźnie jest filią wydziału. Odbywają w niej studia teologiczne zarówno klerycy Prymasowskiego Wyższego Seminarium Duchownego, jak i osoby świeckie. Siedziba jednostki mieści się przy ul. Seminaryjnej 2.
Pełnomocnik dziekana ds. organizacji studiów: ks. dr hab. Maciej Olczyk

### Sekcja w Kaliszu
Sekcja zamiejscowa WT UAM w Kaliszu jest filią wydziału. Odbywają w niej studia teologiczne zarówno klerycy Wyższego Seminarium Duchownego Diecezji Kaliskiej, jak i osoby świeckie. Siedziba sekcji mieści się przy ul. Złotej 144.
Pełnomocnik dziekana ds. organizacji studiów: ks. dr hab. Dariusz Kwiatkowski

### Sekcja w Kazimierzu Biskupim
Sekcja zamiejscowa WT UAM w Kazimierzu Biskupim prowadzona jest przy miejscowym Wyższym Seminarium Duchownym Zgromadzenia Misjonarzy Świętej Rodziny.
Pełnomocnik dziekana ds. organizacji studiów: ks. dr hab. Andrzej Pryba

### Sekcja w Obrze
Sekcja zamiejscowa WT UAM w Obrze prowadzona jest przy tamtejszym Wyższym Seminarium Duchownym Misjonarzy Oblatów M.N. Jednostka zatrudnia 35 wykładowców.
Pełnomocnik dziekana ds. organizacji studiów: o. dr hab. Paweł Zając

### Sekcja we Wronkach
Sekcja zamiejscowa WT UAM we Wronkach prowadzona była przy miejscowym Wyższym Seminarium Duchownym Zakonu Braci Mniejszych, swoją siedzibę sekcja miała przy ul. Mickiewicza 1. W lipcu 2022 Wyższe Seminarium Duchowne Zakonu Braci Mniejszych zakończyło swoją działalność we Wronkach i zostało przeniesione do Poznania. 
Pełnomocnik dziekana ds. organizacji studiów: o. dr hab. Jacek Soiński